# Taxi au Mexique
Au Mexique, le taxi est un moyen de transport important dans la plupart des grandes villes. Les taxis au Mexique ont tendance à avoir des tarifs très bas comparés à ceux des pays économiquement développés. Il y a plus de 140 000 taxis à Mexico, ce qui en fait l'une des plus grandes flottes de taxis dans le monde.

## Histoire

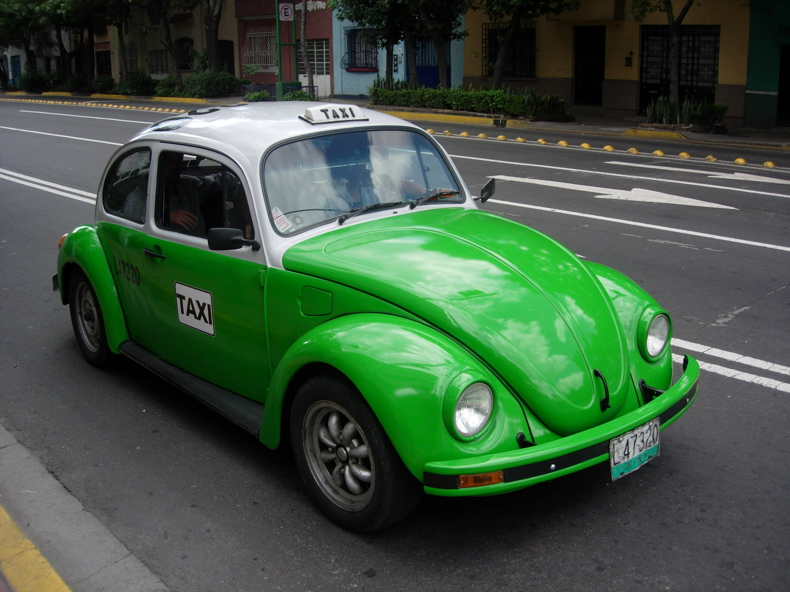
Taxi Volkswagen Beetle mexicain

Les taxis modernes dans le pays ont leur origine en 1970, lorsque le gouvernement a pris des mesures pour donner à Mexico un transport en taxi abordable. Au lieu des grandes voitures utilisées pendant les années 50 et 60, la Volkswagen Beetle (Volkswagen Beetle) (Beetle type 1) était la voiture choisie pour servir de taxis. Ils ont été colorés avec  jaune panneaux et  toits blancs. À la fin des années 70, cependant, d'autres automobiles s ont commencé à fonctionner comme des taxis, tels que le Nissan Sentra Nissan Tsuru et le Datsun 160J.
Au début des années 90, le gouvernement a décidé de changer de taxi et d'autres transports en commun, comme le panneau de couleur de Pesero, pour donner une impression de «transport écologique» et Les VW commencèrent à être appelés «taxis ecológicos». Bientôt, très peu de taxis jaunes circulaient par la ville, bien qu'il soit encore possible de voir certains d'entre eux de temps en temps - et une couleur jaune est utilisé par une compagnie de taxis privé aéroport "Yellow Cab" et un autre appelé "Sitio-300".
En 2003, le gouvernement a décidé de changer les couleurs à nouveau - à une pleine voiture de couleur blanche avec une bande rouge sur les deux côtés des panneaux. En même temps, les anciens VW à deux portes ont été retirés et remplacés par des berlines à 4 portes ou des sous-compactes tels que le Renault Clio Nissan Platina et le Hyundai Atos.
Les couleurs ont changé à nouveau en 2008 cette fois à marron avec des toits d'or et une rangée du symbole de ville, l'Ange de l'Indépendance.
Cependant, les coléoptères de VW sont toujours très communs, à un point qui sont probablement le taxi le plus populaire dans le pays.

## Réglementation

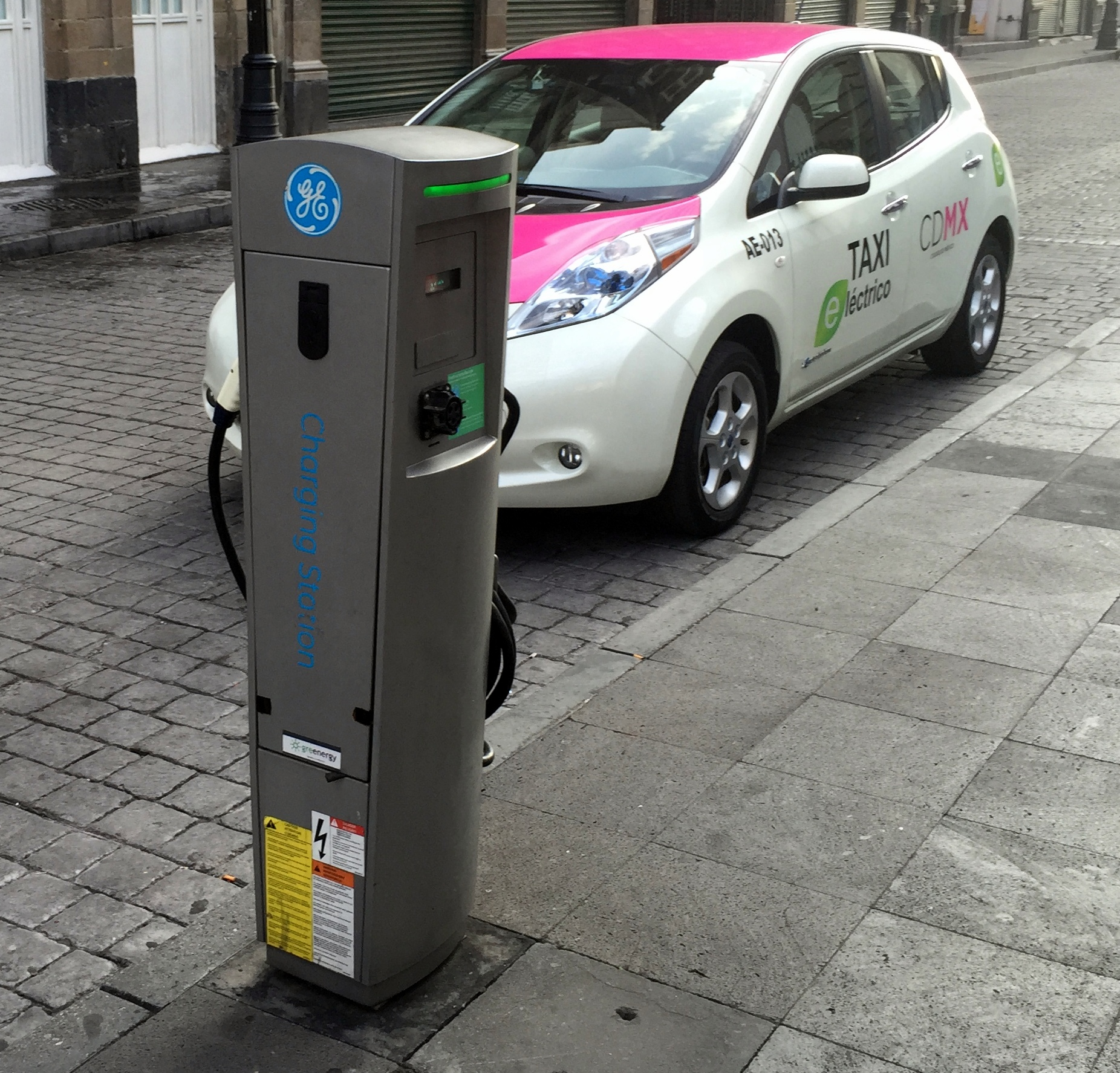
Taxi électrique à Mexico

À Mexico, conformément à la législation mexicaine introduite en 2001, les taxis publics (par opposition aux taxis de sitio) doivent être des voitures rouges à 4 portes, avec un toit blanc. Avant 2001 la plupart des taxis étaient verts Volkswagen Beetle avec un toit blanc. Ils ont eu le siège avant-droit enlevé afin de faciliter l'entrée pour les passagers. À l'origine ils étaient jaunes avec le toit blanc, jusqu'à ce qu'ils aient été changés en milieu des années 90 (prétendument en raison de couleur jaune étant la couleur officielle du Partido de la Revolución Democrática qui alors concurrençait pour le poste nouvellement créé de chef du gouvernement du district fédéral avec le Partido Revolucionario Institucional qui est principalement identifié avec le vert. Officiellement, il a été difficile de considérer les taxis verts comme ecológicos (écologiques). Comme dans la plupart des pays du monde, une licence spéciale doit être obtenue afin de conduire un taxi.
Cependant, en raison de la demande croissante pour les taxis publics, et les difficultés et le coût de l'obtention de cette licence, il y a beaucoup de taxis pirata (pirates ou illégaux). Ils ressemblent à des taxis communs, mais manquent des exigences légales et réglementaires pour transporter des passagers payants. Les taxis pirata posent un risque de sécurité plus élevé pour les passagers en raison de l'absence de vérification des antécédents pour les conducteurs, et peuvent être distingués car ils portent une plaque d'immatriculation de véhicule privé régulier (qui est brun dans le format d'un nombre à 3 chiffres suivi d'1 tiret d'union puis de 3 lettres juxtaposées) ou avoir un numéro tiré ou imprimé à la place d'une plaque d'immatriculation au lieu d'une plaque d'immatriculation de taxis (dans un format avec cette fois une lettre (L ?) suivie de six chiffres). Ces taxis pirates sont communs dans toute la ville en raison de l'échec du gouvernement à appliquer les règlements. En effet, des sanctions ont été menées par les syndicats, et d'autres, s'il y avait une répression des taxis illégaux.

## Modèles

### Radio Taxi Service (certaines stations, VIP et aéroports)
- Chevrolet Suburban
- Dodge Neon
- Dodge Stratus
- Ford Contour
- Mercury Grand Marquis
- Nissan Sentra
- Volkswagen Jetta

### Retirés du service
- Volkswagen Sedán

### Taxis courants
- Chevrolet Chevy (Opel Corsa MkII)
- Chevrolet C2 (Facelifted Corsa MkII)
- Hyundai Atos
- Nissan Platina
- Nissan Tsuru (Sentra B13)
- Pontiac G2
- Volkswagen Gol

### Taxis électriques
- Nissan Leaf (à Mexico et Aguascalientes)